# Talk Talk
Talk Talk,  popularna britanska new wave glazbena skupina aktivna od 1981. do 1991.

## Glavni članovi
- Mark Hollis - vokal, autor
- Tim Friese-Greene - klavijature, producent, koautor
- Paul Webb - basist
- Lee Harris - bubnjar

## Diskografija

### Albumi
- The Party's Over (1982.)
- It's My Life (1984.)
- The Colour of Spring (1986.)
- Spirit of Eden (1988.)
- Laughing Stock (1991.)

### Kompilacije
- Natural History (1990.)
- History Revisited - The Remixes (1991.)
- The Very Best of Talk Talk (1997.)
- Asides Besides (1998.)
- 12X12 Original Remixes (2000.)
- The Collection (2000.)
- Missing Pieces (2001.)
- The Essential (2003.)
- Introducing (2003.)